# Anna Lena Plate
Anna Lena Plate (* 20. November 1998 in Leipzig) ist eine deutsche Handballspielerin.

## Leben
Von 2005 bis 2007 spielte sie in der Jugendmannschaft des SG Grün-Weiß Hohendodeleben. Mit acht Jahren wechselte sie zum HSC 2000 Magdeburg und besuchte ab 2009 das Sportgymnasium Magdeburg. In der Saison 2013/14 lief die 1,88 Meter große Rückraumspielerin für den Viborg HK in Dänemark auf und besuchte die Sports Academy Viborg. Danach wechselte sie zum HC Leipzig, wo sie ab Sommer 2014 im Juniorteam in der 3. Liga spielte. Am 29. März 2015 spielte Plate erstmals in der Bundesliga gegen den SVG Celle. Im Sommer 2018 kündigte Plate ihr Karriereende an, jedoch schloss sie sich anschließend dem Bezirksligisten Amazonen Athletic Club Leipzig an.
Plate gehörte zum erweiterten Kader der Jugendnationalmannschaft und seit 2016 zum Kader der Juniorinnennationalmannschaft, für die sie bisher neun Länderspiele bestritt. Mit der Nationalmannschaft gewann sie den Internationalen Toyota Lambeng Girls-Cup in Schmelz 2014 und 2015 nahm sie am Europäischen Olympischen Jugendfestival in Tiflis teil.

## Erfolge
Mit der Landesauswahl von Sachsen-Anhalt bestritt sie im Zeitraum von 2010 bis 2014 viele Turniere und erreichte 2013 den vierten Platz beim Länderpokal des Deutschen Handballbundes.